# Oberpullendorf (distrikt)
Oberpullendorf är ett distrikt i förbundslandet Burgenland i Österrike och består av följande kommuner. De kroatiska kommunnamnen står inom parentes:

- Deutschkreutz
- Draßmarkt
- Frankenau-Unterpullendorf (Frakanava- Dolnja Pulja)
- Großwarasdorf (Veliki Borištof)
- Horitschon
- Kaisersdorf (Kalištrof)
- Kobersdorf
- Lackenbach
- Lackendorf
- Lockenhaus
- Lutzmannsburg
- Mannersdorf an der Rabnitz
- Markt Sankt Martin
- Neckenmarkt
- Neutal
- Nikitsch (Filež)
- Oberloisdorf
- Oberpullendorf (ungerska: Felsõpulya)

Kommunerna i distriktet Oberpullendorf

- Pilgersdorf
- Piringsdorf
- Raiding
- Ritzing
- Steinberg-Dörfl
- Stoob
- Unterfrauenhaid
- Unterrabnitz-Schwendgraben
- Weingraben (Bajngrob)
- Weppersdorf